# Ennin
Ennin (japonsky 圓仁 nebo 円仁) (794, Mibu, Točigi, Japonsko - 24. února 864, Japonsko) byl japonský buddhistický mnich a cestovatel.

## Život
V prefektuře Točigi v chrámu Enrjaku-dži na hoře Hiei nedaleko Kjóta se stal buddhistickým knězem ve věku 14 let.
V roce 838 podnikl cestu do Číny v době Dynastie Tchang. Studoval v Šan-tungu v klášteře korejských mnichů. V roce 840 se vypravil na pouť na horu Wu-Tchaj v provincii Šan-si, kde nějaký čas pobýval v buddhistickém chrámu. Později se vypravil do Čchang-anu, kde byl zasvěcen do rituálu mandala, o kterém psal při plavbě po Velkém kanálu.
Z Čchang-anu se přes Luo-jang a Kchaj-feng vrátil do Šan-tungu a poté v roce 847 lodí zpět do Japonska. Protože se v Číně vzdělával a tudíž mu čínské hospodářství, politika a náboženství nebylo cizí, jsou jeho zprávy o Číně v období Dynastie Tchang poměrně přesné a věrohodné.